# 辺土名龍介
辺土名 龍介（へんとな りゅうすけ、1988年1月5日 - ）は、日本の俳優、声優。神奈川県出身。劇団青年座に所属していた。

## 経歴
青年座研究所34期卒。2010年4月1日青年座に入団。

## 出演作品

### 映画
- いぬのえいが2

### テレビ
- チーム・バチスタ3 アリアドネの弾丸

### 吹き替え
- ハリー・ポッターと死の秘宝 PART2（グレゴリー・ゴイル）

### 舞台
- 月が水面に忍び来るがごとく（青年座劇場）
- 美しきものの伝説 (青年座劇場）
- 東京ノート
- 夏の夜の夢
- 私の青空!
- 今夜すべてのBARで